# 橋本正治

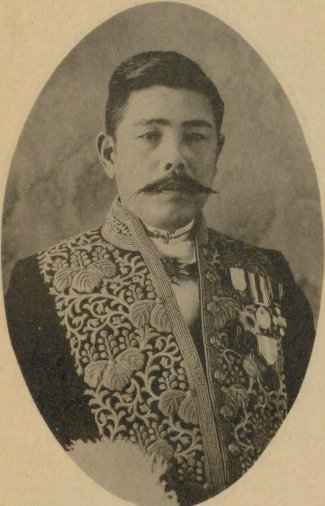
橋本正治

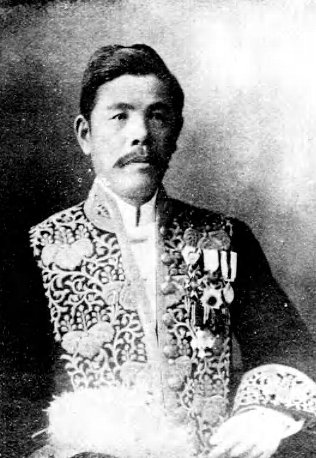
橋本正治

橋本 正治（はしもと まさはる、1873年（明治6年）5月17日 - 1956年（昭和31年）10月8日）は、日本の内務官僚、政治家。北海道札幌市長、山口県知事、鹿児島県知事、呉市長、札幌観光協会長。札幌市栄誉市民。旧姓・吉田。

## 来歴・人物
福井県吉田郡円山西村（現在の福井市）出身。吉田伝七の二男として生まれ、のち橋本久と結婚し橋本と改姓。1901年（明治34年）、東京帝国大学法科大学政治学科を卒業。高等文官試験に合格して内務省に入省。北海道勧業部長、山口県知事、鹿児島県知事などを経て1927年、札幌市長に就任。1937年、札幌市長を退任した。後任は三沢寛一。
市長在任中は上下水道事業の推進、札幌市営バスの運行開始などを行った。藻岩に彫像がある。
ほかに、札幌観光協会の会長（初代）、札幌スキー連盟会長、札幌市防護団長などを務めた。
大倉山ジャンプ競技場の名付け親としても知られる。墓所は平岸霊園。

## 略歴
- 1917年 - 1921年 鹿児島県知事
- 1921年 - 1924年 山口県知事
- 1925年 - 1927年 呉市長
- 1927年 - 1937年 札幌市長

## 栄典
- 1915年（大正4年）9月10日 - 正五位[7]